# Загадки Джесса
«Загадки Джесса» (англ. Guess with Jess) — интерактивный анимационный детский телесериал с участием котёнка Джесса из телесериала «Почтальон Пэт». В сериале рассказывается о приключениях Джесса и его друзей на ферме Гриндейл (англ. Greendale) в городе Гриндейл, Англия, и о том, как они всегда пытаются решить проблемы друг друга с помощью «большого вопроса» (англ. Big Question), на который отвечают словами «спрашивать, проверять, находить способ» (англ. «asking, testing, find a way»). Джесс и его друзья ищут ответы на вопросы, связанные с наукой и природой, позволяя детям узнавать об окружающем мире. Было выпущено 52 эпизода.
В отличие от своего появления в «Почтальоне Пэте», Джесс в этом сериале обладает способностью разговаривать со своими друзьями на ферме.
Новые эпизоды сериала первоначально транслировались на телеканале DreamWorks в Таиланде до 2020 года.

## Персонажи
- Джесс (озвучен Чарли Джорджем) — любопытный чёрно-белый котёнок с зелёными глазами из мультсериала CBeebies «Почтальон Пэт», главный герой и ведущий сериала.
- Виллоу (озвучена Морвенной Бэнкс) — пегая лошадь в солнцезащитной шляпе, самая крупная из всех персонажей. Выступает в роли мудрой матери для Джесса и делит конюшню с щенятами Джоуи и Джинкс.
- Мими (озвучена Джо Уайатт) — розовая крольчиха и лучшая подруга Джесса, которая живёт в домике вокруг сада на ферме. Увлекается искусством и ремёслами. Также ей нравится делать что-то красочное или уникальное.
- Баа (озвучен Бейли Пеппер) — ягнёнок в синей шапке и сине-белом шарфе. Он всегда тусуется с Билли, с которой живёт на лугу лютиков. Баа склонен бояться большего, чем другие, и особенно ненавидит мокнуть, потому что вода остаётся в его шерсти долгое время, делая его холодным и несчастным, а также делает его шерсть тяжёлой.
- Билли (озвучена Бет Чалмерс) — полевая мышь. Её часто можно увидеть с Баа, и она разъезжает на его шляпе, так как Баа может добраться до места быстрее, чем она. Она носит с собой увеличительное стекло и бинокль, чтобы глубже исследовать «большой вопрос».
- Гораций (озвучен Дэниелом Энтони) — лягушонок, который носит большие очки и живёт у пруда. Он любит создавать музыку и инструменты из найденных в природе предметов.
- Джоуи (озвучен Кайлом Стэнгером) и Джинкс (озвучена Сиан Тейлор) — двое щенят-близнецов. Джоуи (мальчик) носит синий ошейник с жетоном в форме кости, а Джинкс (девочка) носит розовый ошейник с жетоном в форме цветка и цветком в волосах. Они оба любят бегать по ферме, кататься по грязи и прыгать через лужи.

Также фигурирует множество второстепенных персонажей (например, улитка Сэмми, коричневая птица, рыбка Кевин и так далее).

## Эпизоды

### 1 сезон
1. «Как сделать кораблик» (How Can We Make a Boat?)
2. «Как нам согреться» (How Can We All Keep Warm?)
3. «Куда пропала гусеница» (What's Happened To Chloe The Caterpillar?)
4. «Когда появится радуга» (When Will My Coloured Stripes Come Back?)
5. «Кто спрятался в бревне» (Who Did I Hear In The Big Hollow Log?)
6. «Кто хочет жить на лугу» (Who Wants To Live In Baa’s Meadow?)
7. «Как поступить с мусором» (What Can We Do With Mimi's Rubbish?)
8. «Зачем пришли муравьи» (Why Are The Ants Visiting Mimi?)
9. «Для чего нужна паутина» (Why Do Spiders Build Webs?)
10. «Как помочь другу» (How Can We Bring The Outside Inside?)
11. «За что мы любим весну» (What’s My Favourite Thing About Spring?)
12. «Где лучше спрятаться» (How Can I Hide Without Being Found?)
13. «Зачем пчёлам мёд» (Why Do Bees Make Honey?)
14. «Когда проснётся сова» (When Will The Owl Go Hooooo!?)
15. «Почему исчезла лужа» (Where’s My Puddle Gone?)
16. «Почему исчезла тень» (Why Has My Shadow Gone Away?)
17. «Когда вода вернётся?» (When Will The Water Come Back?)
18. «Как мы можем покрасить кувшинку» (How Can We Paint The Lilly Pad Green?)
19. «Куда делось пёрышко» (Where’s My Feather Gone?)
20. «Почему исчезли звёзды» (Where Have All The Stars Gone?)
21. «Как устроить концерт» (How Can We Make Music For Mimi?)
22. «Как найти улитку» (How Can We Find Sammy Snail?)
23. «Как запустить воздушного змея» (Why Won’t My Kite Fly?)
24. «Откуда в саду одуванчики» (How Did A Dandelion Seed Get Into Mimi’s Garden?)
25. «Что грохочет в небе» (What’s The Grumbly Rumbly Noise?)
26. «Когда пойдёт снег» (When Will The Snow Come?)

### 2 сезон
1. «Как вырастить фасоль» (What Do We Need To Grow Beans?)
2. «Почему ёжик свернулся в клубок» (Why Is Hedgehog Curled Up?)
3. «Как навести порядок в саду» (How Can We Make The Most Beautiful Garden Ever?)
4. «Почему в саду беспорядок» (Why Are There Little Hills In The Orchard?)
5. «Зачем пришли божьи коровки» (Why Are There So Many Ladybirds?)
6. «Как посадить семена» (How Can I Stop Little Bird Eating The Seeds?)
7. «Как починить качели» (How Can I Go Up And Down On The See-Saw?)
8. «Как сделать коллекцию полезной» (What Can I Do With My Nature Collection?)
9. «Почему персик твёрдый» (How Can I Make My Peach Soft?)
10. «Как согреть мышку» (How Can We Help Billy Stay Warm?)
11. «Как спрятаться от бабочек» (How Can We Hide To Watch Butterflies?)
12. «Как выиграть соревнование» (How Can I Go Faster Than Joey And Jinx?)
13. «Каким должен быть завтрак» (What Shall We Have For Our Harvest Breakfast?)
14. «Как выбрать шляпу» (What Hat Should Mimi Wear?)
15. «Что случилось с деревом» (What’s Happened To My Little Tree?)
16. «Как спастись от жары» (How Can We All Keep Cool?)
17. «Кто живёт в пруду» (What’s The Funny Little Creature In The Pond?)
18. «Как спрятаться от дождя» (How Can We Keep Dry For Horace’s Concert?)
19. «Как помочь рыбке» (How Can I Cheer Up Kevin?)
20. «Как украсить рождественское дерево» (How Can We Decorate The Christmas Tree?)
21. «Как научиться играть в новую игру» (How Can I Make The Trolley Go Faster?)
22. «Как заделать дыру» (How Can We Mend Baa’s Trough?)
23. «Что растёт возле бочки» (What's That Green Hairy Stuff?)
24. «Как найти друзей» (How Can I Find My Friends?)
25. «Кто закопал жёлуди» (Why Are Acorns Buried Under The Tree?)
26. «Как научиться петь» (How Can I Sound Like Brown Bird?)

## Разработка
Мультсериал «Загадки Джесса» впервые был введён в эксплуатацию 21 марта 2006 года, а зарегистрирован в 2008 году.